# Бивер (Оклахома)
Бивер (енгл. Beaver) град је у америчкој савезној држави Оклахома.

## Демографија
По попису из 2010. године број становника је 1.515, што је 55 (-3,5%) становника мање него 2000. године.
| Група             | 2000.         | 2010.         |
| Белци             | 1.363 (86,8%) | 1.148 (75,8%) |
| Афроамериканци    | 9 (0,6%)      | 13 (0,9%)     |
| Азијати           | 1 (0,1%)      | 1 (0,1%)      |
| Хиспаноамериканци | 152 (9,7%)    | 316 (20,9%)   |
| Укупно            | 1.570         | 1.515         |